# Champigny-sous-Varennes
Champigny-sous-Varennes település Franciaországban, Haute-Marne megyében. Lakosainak száma 132 fő (2022. január 1.). Champigny-sous-Varennes Varennes-sur-Amance, Anrosey, Arbigny-sous-Varennes és Chézeaux községekkel határos.

## Népesség
A település népességének változása:
| Lakosok száma | 138  | 131  | 117  | 128  | 123  | 117  | 115  | 113  | 126  | 132  |
|               | 1968 | 1990 | 2006 | 2011 | 2015 | 2016 | 2018 | 2019 | 2021 | 2022 |